# Krakatit (film)
Krakatit – czechosłowacki czarno-biały fantastycznonaukowy film dramatyczny z 1948 w reżyserii Otakara Vávry. Adaptacja powieści Karela Čapka pod tym samym tytułem.

## Obsada
- Karel Höger jako inż. Prokop, chemik
- Florence Marly jako księżniczka Wilhelmina Hagen
- František Smolík jako dr Tomeš
- Nataša Tanská jako Anči, córka doktora Tomeša
- Miroslav Homola jako Jirka Tomeš, brat Anči
- Jaroslav Průcha jako listonosz
- Jiří Plachý jako D'Hémon
- Eduard Linkers jako Carson
- Bedřich Vrbský jako baron Rohn, dyrektor generalny
- Karel Dostal jako profesor chemii
- Vlasta Fabianová jako dziewczyna w woalu / członkini bandy
- Bohuš Hradil jako Jan Holz, ochroniarz Prokopa
- František Vnouček jako anarchista Rosso
- Vítězslav Boček jako laborant
- Jiřina Petrovická jako pielęgniarka przełożona
- Jaroslav Zrotal jako lekarz
- Zvonimir Rogoz jako przewodniczący
- Zdeněk Hodr jako dowódca straży

## Źródła
- Krakatit (film) w bazie IMDb (ang.)
- Krakatit (film) w bazie Filmweb
- Krakatit w bazie Kinobox.cz (cz.)
- Krakatit. w bazie ČSFD.cz. (cz.).
- Krakatit. w bazie FDb.cz. (cz.).